# Stillehavets Grand Prix
Stillehavets Grand Prix var et Formel 1-løb som blev kørt 2 gange, i 1994 og 1995, på TI Circuit Aida i Japan. Michael Schumacher vandt løbet begge gange det blev kørt.

## Vindere af Stillehavets Grand Prix
| År          | Kører              | Konstruktør          | Bane            | Rapport         |
| ----------- | ------------------ | -------------------- | --------------- | --------------- |
| 1995        | Michael Schumacher | Benetton-Renault     | TI Circuit Aida | Rapport         |
| 1994        | Michael Schumacher | Benetton-Ford        | TI Circuit Aida | Rapport         |
| 1993 – 1964 | Ikke arrangeret    | Ikke arrangeret      | Ikke arrangeret | Ikke arrangeret |
| 1963        | Dave MacDonald     | Cooper-Ford          | Laguna Seca     | Rapport         |
| 1962        | Roger Penske       | Zerex Special–Climax | Laguna Seca     | Rapport         |
| 1961        | Stirling Moss      | Lotus-Climax         | Laguna Seca     | Rapport         |
| 1960        | Stirling Moss      | Lotus-Climax         | Laguna Seca     | Rapport         |

Løb markeret med rosa baggrund var ikke en del af Formel 1-verdensmesterskabet.